# Tour de San Luis 2016
Il Tour de San Luis 2016 è stata la decima edizione del Tour de San Luis, che si è svolto nella provincia di San Luis, in Argentina, tra il 18 e il 24 gennaio 2016. La gara era valida come prova del circuito UCI America Tour 2016 categoria 2.1. Si è trattato della 10ª edizione della Volta a la Comunitat Valenciana.
È stato vinto dal colombiano Dayer Quintana del Movistar Team con il tempo di 22h52'12".

## Percorso
Il Tour de San Luis partirà lunedì 18 gennaio da El Durazno con la cronosquadre di 21 km su un tracciato ondulato. Il giorno seguente la prima tappa in linea da San Luis a Villa Mercedes di 181,9 km, la più lunga della corsa, con arrivo per velocisti. La terza tappa di mercoledì 20 gennaio da Potrero de Los Funes a La Punta di 131 km presenta due salite di terza categoria seguita da una di seconda categoria, El Mirador del Potrero, a 20 km dal traguardo. Il primo test importante sarà nella quarta tappa da Terrazas del Portezuelo a Cerro El Amago di 140 km. Sulla salita di questa frazione hanno spiccato il volo l'ultimo vincitore del Tour, Daniel Díaz, e Nairo Quintana nel 2014. La quinta tappa da Renca a Juana Koslay di 168,7 km non ha salite impegnative, ma il percorso molto mosso si addice agli attaccanti. La sesta tappa da La Toma a Filo de la Sierra Comechingones di 159,5 km con l'arrivo in salita offre l'ultima opportunità a chi è ancora in lizza per la vittoria finale. L'ultima tappa di domenica 24 gennaio sul circuito di San Luis (119,6 km) è adatta ai velocisti, ma non manca la salita di terza categoria per chi si sente in grado di tentare il gran colpo.

## Tappe
| Tappa  | Data       | Percorso                                  | km    | Vincitore di tappa | Leader cl. generale |
| ------ | ---------- | ----------------------------------------- | ----- | ------------------ | ------------------- |
| 1ª     | 18 gennaio | El Durazno > El Durazno (cron. a squadre) | 21    | Etixx-Quick Step   | Maximiliano Richeze |
| 2ª     | 19 gennaio | San Luis > Villa Mercedes                 | 181,9 | Fernando Gaviria   | Fernando Gaviria    |
| 3ª     | 20 gennaio | Potrero de los Funes > La Punta           | 131   | Peter Koning       | Peter Koning        |
| 4ª     | 21 gennaio | San Luis > Cerro El Amago                 | 140   | Eduardo Sepúlveda  | Eduardo Sepúlveda   |
| 5ª     | 22 gennaio | Renca > Juana Koslay                      | 168,7 | Germán Tivani      | Eduardo Sepúlveda   |
| 6ª     | 23 gennaio | La Toma > Merlo                           | 159,5 | Miguel Ángel López | Dayer Quintana      |
| 7ª     | 24 gennaio | San Luis > San Luis                       | 119,6 | Jakub Mareczko     | Dayer Quintana      |
| Totale | Totale     | Totale                                    | 921,7 |                    |                     |

## Squadre e corridori partecipanti
| N.      | Cod. | Squadra                           |
| ------- | ---- | --------------------------------- |
| 1-6     | DMP  | Delko-Marseille Provence-KTM      |
| 11-16   | SLT  | San Luis Somos Todos              |
| 21-26   | MOV  | Movistar Team                     |
| 31-36   | EQS  | Etixx-Quick Step                  |
| 41-46   | CPT  | Cannondale Pro Cycling Team       |
| 51-56   | ARG  | Argentina                         |
| 61-66   | AND  | Androni Giocattoli-Sidermec       |
| 71-76   | UHC  | UnitedHealthcare Pro Cycling Team |
| 81-86   | ALM  | AG2R La Mondiale                  |
| 91-96   | NIP  | Nippo-Vini Fantini                |
| 101-106 | LAM  | Lampre-Merida                     |
| 111-116 | SEP  | S.Empleados Públicos de S.Juan    |
| 121-126 | AST  | Astana Pro Team                   |
| 131-136 | DCT  | Inteja-MMR Dominican              |

| N.      | Cod. | Squadra                     |
| ------- | ---- | --------------------------- |
| 141-146 | LMC  | Los Matanceros              |
| 151-156 | TNK  | Tinkoff                     |
| 161-166 | ITA  | Italia                      |
| 171-176 | BRA  | Brasile                     |
| 181-186 | JAM  | Team Jamis                  |
| 191-196 | CHL  | Cile                        |
| 201-206 | DPC  | Drapac Professional Cycling |
| 211-216 | SCQ  | Strongman-Campagnolo        |
| 221-226 | MEX  | Messico                     |
| 231-236 | FVC  | Fortuneo-Vital Concept      |
| 241-246 | HSD  | Holowesko-Citadel-Hincapie  |
| 251-256 | URY  | Uruguay                     |
| 271-276 | CRI  | Costa Rica                  |
| 281-286 | CUB  | Cuba                        |

## Dettagli delle tappe

### 1ª tappa
- 18 gennaio: El Durazno > El Durazno (cronometro a squadre) – 21 km

Risultati
| Pos. | Squadra          | Tempo  |
| ---- | ---------------- | ------ |
| 1    | Etixx-Quick Step | 23'53" |
| 2    | Movistar Team    | a 8"   |
| 3    | Astana Pro Team  | a 17"  |

| Pos. | Corridore           | Squadra | Tempo  |
| ---- | ------------------- | ------- | ------ |
| 1    | Maximiliano Richeze | Etixx   | 23'53" |
| 2    | Rodrigo Contreras   | Etixx   | s.t.   |
| 3    | Łukasz Wiśniowski   | Etixx   | s.t.   |

### 2ª tappa
- 19 gennaio: San Luis > Villa Mercedes – 181,9 km

Risultati
| Pos. | Corridore        | Squadra | Tempo    |
| ---- | ---------------- | ------- | -------- |
| 1    | Fernando Gaviria | Etixx   | 4h23'54" |
| 2    | Peter Sagan      | Tinkoff | s.t.     |
| 3    | Elia Viviani     | Italia  | s.t.     |

| Pos. | Corridore           | Squadra | Tempo    |
| ---- | ------------------- | ------- | -------- |
| 1    | Fernando Gaviria    | Etixx   | 4h47'37" |
| 2    | Maximiliano Richeze | Etixx   | a 10"    |
| 3    | Rodrigo Contreras   | Etixx   | s.t.     |

### 3ª tappa
- 20 gennaio: Potrero de los Funes > La Punta – 131 km

Risultati
| Pos. | Corridore        | Squadra   | Tempo    |
| ---- | ---------------- | --------- | -------- |
| 1    | Peter Koning     | Drapac    | 3h08'41" |
| 2    | Fernando Gaviria | Etixx     | a 1'37"  |
| 3    | Travis McCabe    | Holowesko | s.t.     |

| Pos. | Corridore           | Squadra | Tempo    |
| ---- | ------------------- | ------- | -------- |
| 1    | Peter Koning        | Drapac  | 7h57'43" |
| 2    | Fernando Gaviria    | Etixx   | a 6"     |
| 3    | Maximiliano Richeze | Etixx   | a 22"    |

### 4ª tappa
- 21 gennaio: San Luis > Cerro El Amago – 140 km

Risultati
| Pos. | Corridore         | Squadra    | Tempo    |
| ---- | ----------------- | ---------- | -------- |
| 1    | Eduardo Sepúlveda | Fortuneo   | 4h00'35" |
| 2    | Janier Acevedo    | Team Jamis | a 54"    |
| 3    | Román Villalobos  | Costa Rica | a 1'31"  |

| Pos. | Corridore         | Squadra  | Tempo     |
| ---- | ----------------- | -------- | --------- |
| 1    | Eduardo Sepúlveda | Fortuneo | 12h00'16" |
| 2    | Dayer Quintana    | Movistar | a 3"      |
| 3    | Rodrigo Contreras | Etixx    | a 38"     |

### 5ª tappa
- 22 gennaio: Renca > Juana Koslay – 168,7 km

Risultati
| Pos. | Corridore       | Squadra      | Tempo     |
| ---- | --------------- | ------------ | --------- |
| 1    | Germán Tivani   | Argentina    | 15h39'29" |
| 2    | Daniel Díaz     | Delko        | s.t.      |
| 3    | Emiliano Ibarra | Empleados P. | s.t.      |

| Pos. | Corridore         | Squadra  | Tempo     |
| ---- | ----------------- | -------- | --------- |
| 1    | Eduardo Sepúlveda | Fortuneo | 15h39'29" |
| 2    | Dayer Quintana    | Movistar | a 3"      |
| 3    | Rodrigo Contreras | Etixx    | a 38"     |

### 6ª tappa
- 23 gennaio: La Toma > Merlo – 159,5 km

Risultati
| Pos. | Corridore          | Squadra  | Tempo    |
| ---- | ------------------ | -------- | -------- |
| 1    | Miguel Ángel López | Astana   | 4h35'49" |
| 2    | Nairo Quintana     | Movistar | a 2"     |
| 3    | Dayer Quintana     | Movistar | a 4"     |

| Pos. | Corridore         | Squadra  | Tempo     |
| ---- | ----------------- | -------- | --------- |
| 1    | Dayer Quintana    | Movistar | 20h15'21" |
| 2    | Eduardo Sepúlveda | Fortuneo | a 20"     |
| 3    | Nairo Quintana    | Movistar | a 35"     |

### 7ª tappa
- 24 gennaio: San Luis > San Luis – 119,6 km

Risultati
| Pos. | Corridore      | Squadra | Tempo    |
| ---- | -------------- | ------- | -------- |
| 1    | Jakub Mareczko | Italia  | 2h36'51" |
| 2    | Elia Viviani   | Italia  | s.t.     |
| 3    | Jason Lowndes  | Drapac  | s.t.     |

| Pos. | Corridore         | Squadra  | Tempo     |
| ---- | ----------------- | -------- | --------- |
| 1    | Dayer Quintana    | Movistar | 20h15'21" |
| 2    | Eduardo Sepúlveda | Fortuneo | a 20"     |
| 3    | Nairo Quintana    | Movistar | a 35"     |

## Evoluzione delle classifiche
| Tappa              | Vincitore          | Classifica generale Maglia verde | Classifica scalatori Maglia arancio | Classifica sprint Maglia rosa | Classifica dei giovani Maglia azzurra | Classifica a squadre |
| ------------------ | ------------------ | -------------------------------- | ----------------------------------- | ----------------------------- | ------------------------------------- | -------------------- |
| 1ª                 | Etixx-Quick Step   | Maximiliano Richeze              | non assegnata                       | non assegnata                 | Rodrigo Contreras                     | Etixx-Quick Step     |
| 2ª                 | Fernando Gaviria   | Fernando Gaviria                 | Ariel Sivori                        | Juan Ignacio Curuchet         | Fernando Gaviria                      | Etixx-Quick Step     |
| 3ª                 | Peter Koning       | Peter Koning                     | Peter Koning                        | Emanuel Guevara               | Fernando Gaviria                      | Etixx-Quick Step     |
| 4ª                 | Eduardo Sepúlveda  | Eduardo Sepúlveda                | Eduardo Sepúlveda                   | Emanuel Guevara               | Rodrigo Contreras                     | Movistar Team        |
| 5ª                 | Germán Tivani      | Eduardo Sepúlveda                | Eduardo Sepúlveda                   | Emanuel Guevara               | Rodrigo Contreras                     | Movistar Team        |
| 6ª                 | Miguel Ángel López | Dayer Quintana                   | Román Villalobos                    | Emanuel Guevara               | Miguel Ángel López                    | Movistar Team        |
| 7ª                 | Jakub Mareczko     | Dayer Quintana                   | Eduardo Sepúlveda                   | Emanuel Guevara               | Miguel Ángel López                    | Movistar Team        |
| Classifiche finali | Classifiche finali | Dayer Quintana                   | Eduardo Sepúlveda                   | Emanuel Guevara               | Miguel Ángel López                    | Movistar Team        |

## Classifiche finali

### Classifica generale - Maglia verde
| Pos. | Corridore          | Squadra    | Tempo     |
| ---- | ------------------ | ---------- | --------- |
| 1    | Dayer Quintana     | Movistar   | 22h52'12" |
| 2    | Eduardo Sepúlveda  | Fortuneo   | a 20"     |
| 3    | Nairo Quintana     | Movistar   | a 35"     |
| 4    | Miguel Ángel López | Astana     | a 38"     |
| 5    | Ilia Koshevoy      | Lampre     | a 1'42"   |
| 6    | Rodolfo Torres     | Androni    | a 2'15"   |
| 7    | Rafał Majka        | Tinkoff    | a 2'31"   |
| 8    | Janier Acevedo     | Team Jamis | a 2'44"   |
| 9    | Román Villalobos   | Costa Rica | a 2'59"   |
| 10   | André Cardoso      | Cannondale | a 3'31"   |

### Classifica scalatori - Maglia arancio
| Pos. | Corridore          | Squadra    | Punti |
| ---- | ------------------ | ---------- | ----- |
| 1    | Eduardo Sepúlveda  | Fortuneo   | 15    |
| 2    | Román Villalobos   | Costa Rica | 15    |
| 3    | Janier Acevedo     | Team Jamis | 14    |
| 4    | Rodolfo Torres     | Androni    | 12    |
| 5    | Miguel Ángel López | Astana     | 11    |

### Classifica sprint - Maglia rosa
| Pos. | Corridore            | Squadra      | Punti |
| ---- | -------------------- | ------------ | ----- |
| 1    | Emanuel Guevara      | Somos T.     | 13    |
| 2    | Juan I. Curuchet     | Argentina    | 10    |
| 3    | Germán Tivani        | Argentina    | 6     |
| 4    | Eduard Michael Grosu | Nippo        | 6     |
| 5    | Emiliano Ibarra      | Empleados P. | 6     |

### Classifica giovani - Maglia azzurra
| Pos. | Corridore            | Squadra     | Tempo     |
| ---- | -------------------- | ----------- | --------- |
| 1    | Miguel Á. López      | Astana      | 22h52'50" |
| 2    | Anderson Maldonado   | Uruguay     | a 9'02"   |
| 3    | Andres Giuliano Mini | Somos Todos | a 10'32"  |
| 4    | Elias Tello          | Cile        | a 12'15"  |
| 5    | Brayan Sánchez       | Team Jamis  | a 17'14"  |

### Classifica a squadre
| Pos. | Squadra              | Tempo     |
| ---- | -------------------- | --------- |
| 1    | Movistar Team        | 68h41'13" |
| 2    | Costa Rica           | a 10'23"  |
| 3    | Strongman-Campagnolo | a 12'50"  |
| 4    | Messico              | a 14'35"  |
| 5    | Astana Pro Team      | a 18'20"  |